# Weihnachtssturmtaucher

Verbreitungsgebiet

Der Weihnachtssturmtaucher (Puffinus nativitatis) oder Weihnachts-Sturmtaucher ist eine Vogelart der Sturmtaucher (Puffinus) aus der Familie der Sturmvögel (Procellariidae).

## Beschreibung
Der Weihnachtssturmtaucher wird zwischen 35 und 38 Zentimeter groß und erreicht eine Flügelspannweite von 71 bis 81 Zentimeter. Der Schwanz wird bis zu 9 Zentimeter lang. Er wird bis zwischen 280 und 415 Gramm schwer. Das Gefieder ist dunkelbraun bis schwarzbraun gefärbt. Die Unterflügel sind etwas heller und weisen einen leicht silbrigen Schimmer auf. Im Kinnbereich sind einige weißliche Federn zu erkennen. Der kräftige Schnabel ist schwarz gefärbt. Die Iris ist bräunlich gefärbt. Die Beine weisen eine dunkelgraue bis leicht lilagraue Färbung auf. Die Zehen enden in schwarzen Krallen.

## Verbreitung und Fortpflanzung
Der Weihnachtssturmtaucher ist in weiten Teilen des tropischen und subtropischen Pazifiks anzutreffen, neben den Inseln Polynesiens und Mikronesiens auch an den Küsten des Festlandes, z. B. der südwestlichen USA, Mexikos und Chiles. Vereinzelt finden sie sich selbst in Japan und Neuseeland. Sein Name bezieht sich auf die zentralpazifischen Kiritimati-Inseln, die früher als Weihnachtsinseln bezeichnet wurden.
Sein Brutgebiet reicht über 50,000–100,000 km², die gesamte Population umfasst rund 150.000 Tiere. Als Brutgebiete werden subtropische bis tropische Inseln der östlichen Pazifikregion bevorzugt, die größte Kolonie auf den Phoenixinseln besteht aus über 10.000 Brutpaaren. Zum Schutz liegen die Nistplätze meist unter dichter Bodenvegetation oder Felsvorsprüngen. Der Nistplatz ist eine flache Bodenmulde.

## Gefährdung
Aufgrund seines großen Verbreitungsgebietes wird der Weihnachtssturmtaucher in der Roten Liste der IUCN als „nicht gefährdet“ geführt.